# Dixa dilatata
Dixa dilatata är en tvåvingeart som beskrevs av Gabriel Strobl 1900. Dixa dilatata ingår i släktet Dixa och familjen u-myggor. Inga underarter finns listade i Catalogue of Life.